# 알렉산드라 야레츠카
알렉산드라 모니카 야레츠카(폴란드어: Aleksandra Monika Jarecka, 1995년 10월 11일~)는 폴란드의 펜싱 선수로 주 종목은 에페이다. 2024년 하계 올림픽에서 여자 에페 단체전 동메달을 획득했다.
결혼 전 이름은 알렉산드라 자마호프스카(폴란드어: Aleksandra Monika Zamachowska)이다.

## 수상

### 수훈
- 금빛 명예십자장(2024년)